# Astragalus tumninensis
Astragalus tumninensis är en ärtväxtart som beskrevs av N.S. Pavlova och Bassargin. Astragalus tumninensis ingår i släktet vedlar, och familjen ärtväxter. Inga underarter finns listade i Catalogue of Life.